# Claudia Waldherr
Claudia Waldherr (* 1990 in Waidhofen an der Thaya) ist eine österreichische Schauspielerin, Sprecherin und Texterin.

## Leben
Claudia Waldherr ist die Urenkelin des Schauspielers Hansi Waldherr. Sie absolvierte ihre Schauspielausbildung bei Elfriede Ott sowie an der Schule des Sprechens in Wien und schloss 2012 mit dem Diplom der paritätischen Kommission in den Wiener Kammerspielen ab.
Bereits während der Ausbildung spielte sie am Theater zum Fürchten unter der Leitung von Bruno Max
und bei den Nestroy-Spielen Liechtenstein.
2012 folgte ein Engagement am  Landestheater Linz, wo sie bis 2015 regelmäßig gastierte
und in der Spielzeit 2016/17 festes Ensemblemitglied war. Sie war von 2015 bis 2017 bei den Festspielen Stockerau unter der Leitung von Zeno Stanek engagiert
und spielt seit 2017 regelmäßig am Wiener Theater der Jugend, wo sie 2018 für den Nestroy-Theaterpreis in der Kategorie „Bester Nachwuchs weiblich“ nominiert wurde.
Seit 2019 spielt sie bei den Komödienspielen Porcia in Spittal an der Drau. Weiters ist sie in der freien Szene tätig, unter anderem am Rabenhof Wien oder im Bronski & Grünberg.
Seit 2020 arbeitet sie als Werbesprecherin für Hörfunk und Fernsehen. 2023 war sie zum ersten Mal als Autorin und Puppenspielerin für den Wiener Musikverein tätig, wo sie gemeinsam mit Soffi Povo (Puppenbau, Puppenspiel) und Simeon Goshev (Klavier) zwei Werke von Igor Strawinsky für Jugendliche zu einer konzertanten Aufführung brachte.

## Bühne (Auswahl)
- 2010: Der brave Soldat Schwejk – diverse Rollen (Theater zum Fürchten) Regie: Bruno Max
- 2011 Eisenbahnheiraten – Nanny (Nestroyfestspiele Maria Enzersdorf) Regie: Elfriede Ott
- 2012: Schwestern – Pauline (u:hof, Landestheater Linz) Regie: Brigitta Waschnig
- 2012: -2016 Theatersport (Landestheater Linz) Regie: John F. Kutil
- 2012: Umsonst von Johann Nestroy – Emma (Nestroyfestspiele Maria Enzersdorf) Regie: Elfriede Ott
- 2013: Heiße Sohlen – Edith (Kammerspiele, Landestheater Linz) Regie: John F. Kutil
- 2015: Don Camillo und Peppone – Gina (Festspiele Stockerau) Regie: Zeno Stanek
- 2016: Der Talisman von Johann Nestroy – Emma (Kammerspiele, Landestheater Linz) Regie: Peter Wittenberg
- 2016: Der Diener zweier Herren von Carlo Goldoni  – Columbina (Festspiele Stockerau) Regie: Zeno Stanek
- 2017: Schlamm – Tamaya (Theater im Zentrum, Theater der Jugend) Regie: Jethro Compton
- 2018: Die großen Abenteuer der kleinen Sara Crewe – Sara Crewe (Renaissancetheater Wien, Theater der Jugend) Regie: Jethro Compton
- 2019: Der Zerrissene von Johann Nestroy – Kathi (Theaterwagen, Komödienspiele Porcia) Regie: Angelica Ladurner
- 2019: The Big Bronski Christmas Show (Bronski und Grünberg) Regie: Ruth Brauer-Kvam
- 2019: Schuld und Sühne von Fjodor Dostojewski Nastassja (Theater im Zentrum, Theater der Jugend) Regie: Thomas Birkmeir
- 2019: Oliver Twist – Dodger (Theater im Zentrum, Theater der Jugend) Regie: Jethro Compton
- 2020: Der kleine dicke Ritter – Else Elster Puppenspiel  (Renaissancetheater Wien, Theater der Jugend) Regie: Werner Sobotka
- 2021: Die kluge Närrin – Finea (Komödienspiele Porcia) Regie: Angelica Ladurner
- 2022: König Drosselbart – Prinzessin Amalia (Rabenhof Wien) Regie: Roman Freigassner-Hauser
- 2022: Tartuffe von Molière – Dorine (Komödienspiele Porcia) Regie: Angelica Ladurner
- 2023: Wie es euch gefällt von William Shakespeare – Rosalinde (Komödienspiele Porcia) Regie: Angelica Ladurner